# Patrick Carvalho

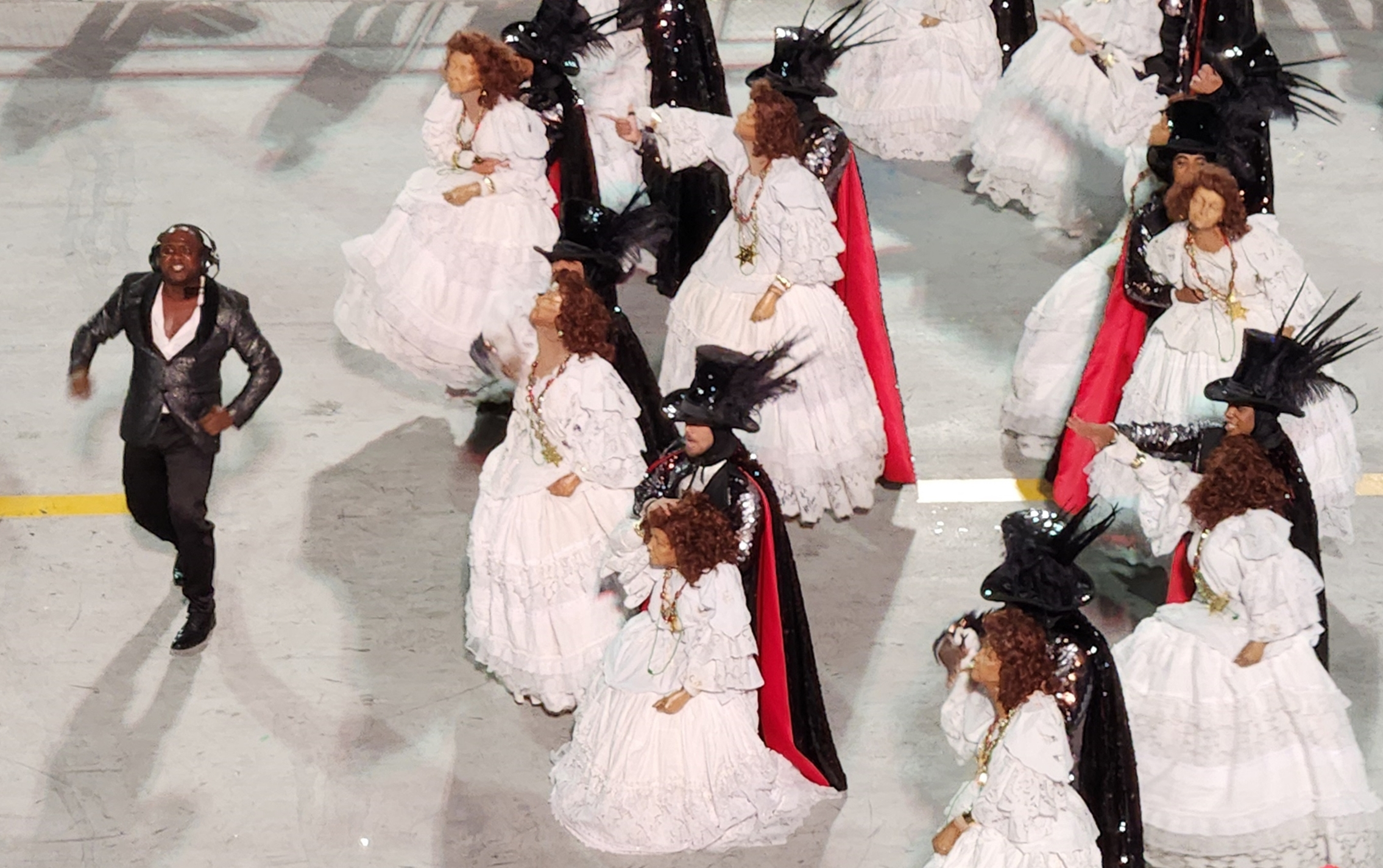
Patrick à frente da Comissão da União de Maricá no carnaval 2025.

Patrick Carvalho (Rio de Janeiro, 22 de julho de 1984) é um coreógrafo brasileiro conhecido por seus trabalhos em comissões de frente de Escolas de Samba do Carnaval carioca e também por ter participado do quadro televisivo Dança dos Famosos no Domingão do Faustão da Rede Globo.
É vencedor do Estandarte de Ouro, considerado o "Óscar do carnaval carioca", entre outros prêmios como Tamborim de Ouro, S@mba-Net e Troféu Band Folia.

## Comissões de Frente
| Ano  | Escola                   | Divisão  | Colocação | Notas | Notas | Notas | Notas | Notas | Ref.          |
| ---- | ------------------------ | -------- | --------- | ----- | ----- | ----- | ----- | ----- | ------------- |
| 2012 | Inocentes                | Grupo A  |           | 10    | 10    | 10    | 10    | -     | [ 2 ]         |
| 2013 | Inocentes                | Série A  |           | 9,6   | 9,7   | 9,6   | 9,8   | -     | Ibid.         |
| 2014 | Inocentes                | Série A  |           | 10    | 9,9   | 9,9   | 9,9   | -     | [ 3 ]         |
| 2015 | União da Ilha            | Especial |           | 9,9   | 10    | 9,9   | 10    | -     | [ 4 ] [ 5 ]   |
| 2016 | União da Ilha            | Especial |           | 9,8   | 9,7   | 9,8   | 9,8   | -     | [ 6 ] [ 7 ]   |
| 2016 | Porto da Pedra           | Série A  |           | 10    | 10    | 10    | 10    | -     | [ 8 ] [ 9 ]   |
| 2017 | Porto da Pedra           | Série A  |           | 9,8   | 10    | 9,9   | 10    | -     | [ 10 ]        |
| 2017 | Vila Isabel              | Especial |           | 9,8   | 9,9   | 9,8   | 9,9   | -     | [ 11 ]        |
| 2018 | Paraíso do Tuiuti        | Especial |           | 10    | 10    | 9,9   | 10    | -     | [ 12 ]        |
| 2018 | Inocentes                | Série A  |           | 10    | 9,8   | 10    | 9,9   | -     | [ 13 ]        |
| 2019 | Vila Isabel              | Especial |           | 10    | 10    | 9,9   | 10    | 10    | [ 14 ] [ 15 ] |
| 2019 | Inocentes                | Série A  |           | 9,9   | 10    | 9,9   | 9,7   | -     | [ 13 ] [ 16 ] |
| 2020 | Vila Isabel              | Especial |           | 10    | 10    | 10    | 10    | 9,9   | [ 14 ]        |
| 2020 | Cubango                  | Série A  |           | 9,9   | 10    | 10    | 10    | -     |               |
| 2022 | Salgueiro                | Especial | 6.º lugar | 10    | 10    | 10    | 10    | 10    | [ 17 ]        |
| 2022 | Império Serrano          | Série A  | Campeã    | 10    | 10    | 10    | 10    | -     | [ 18 ]        |
| 2023 | Salgueiro                | Especial | 7.º lugar | 10    | 10    | 10    | 10    | -     |               |
| 2024 | Salgueiro                | Especial | 4.º lugar | 9,9   | 9,9   | 10    | 9,9   | -     |               |
| 2024 | União de Maricá          | Série A  | 4.º lugar | 10    | 10    | 10    | 10    | -     |               |
| 2025 | Imperatriz Leopoldinense | Especial | 3.º lugar | 10    | 10    | 10    | 10    | -     | [ 19 ]        |
| 2025 | União de Maricá          | Série A  | 5.º lugar | 10    | 10    | 10    | 10    | -     | [ 20 ] [ 21 ] |
| 2026 | Imperatriz Leopoldinense | Especial |           |       |       |       |       |       | [ 22 ]        |
| 2026 | União de Maricá          | Série A  |           |       |       |       |       |       | [ 23 ]        |

## Premiações
- Estandarte de Ouro

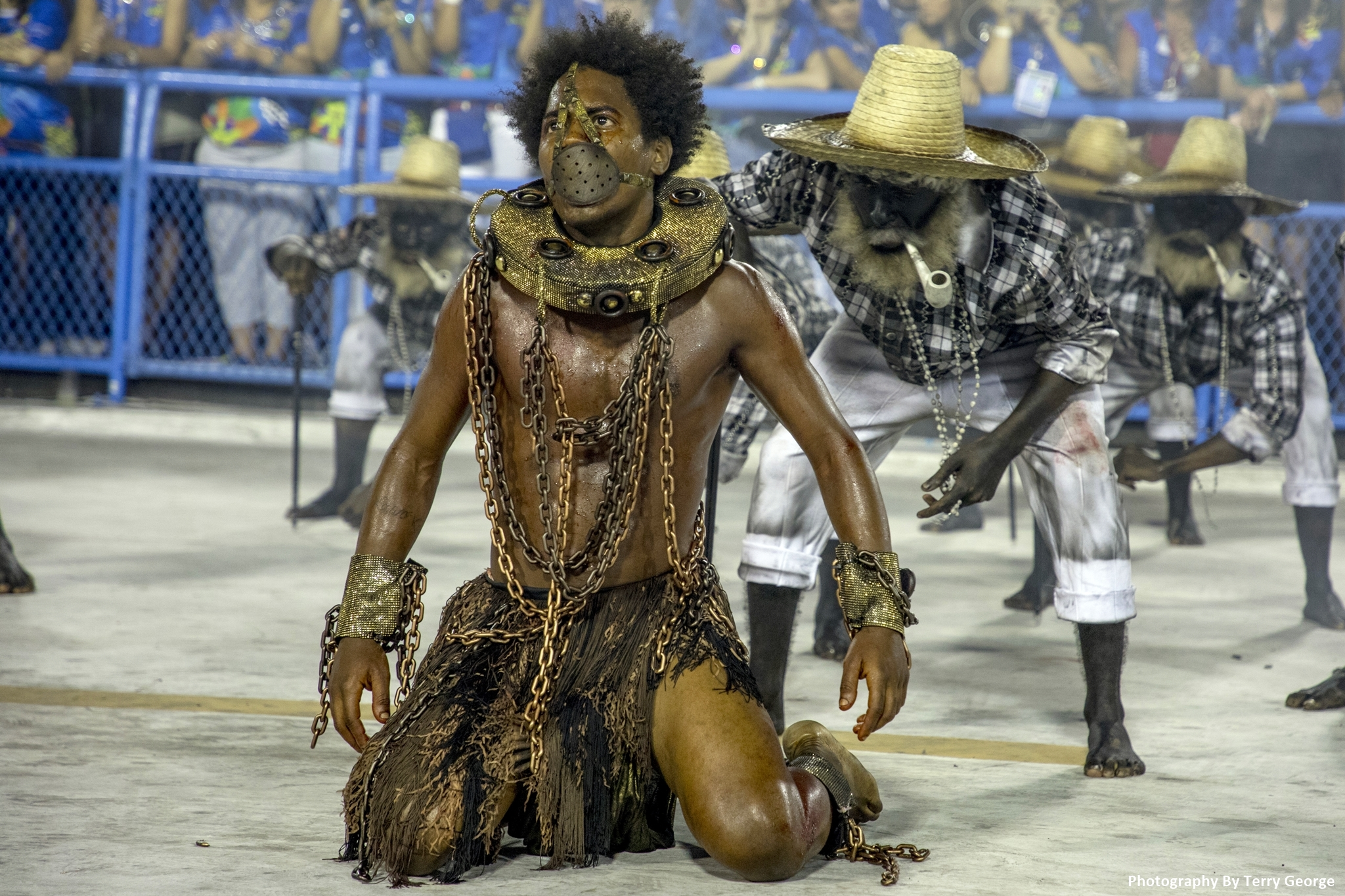
Comissão de Frente do Paraíso do Tuiuti em 2018, vencedora de todos os prêmios do ano.

1. 2018 - Melhor comissão de frente (Tuiuti) [24]

- Estrela do Carnaval

1. 2016 - Melhor comissão de frente (Porto da Pedra) [25]
2. 2018 - Melhor comissão de frente (Tuiuti) [26]
3. 2019 - Melhor comissão de frente (Vila Isabel) [27]

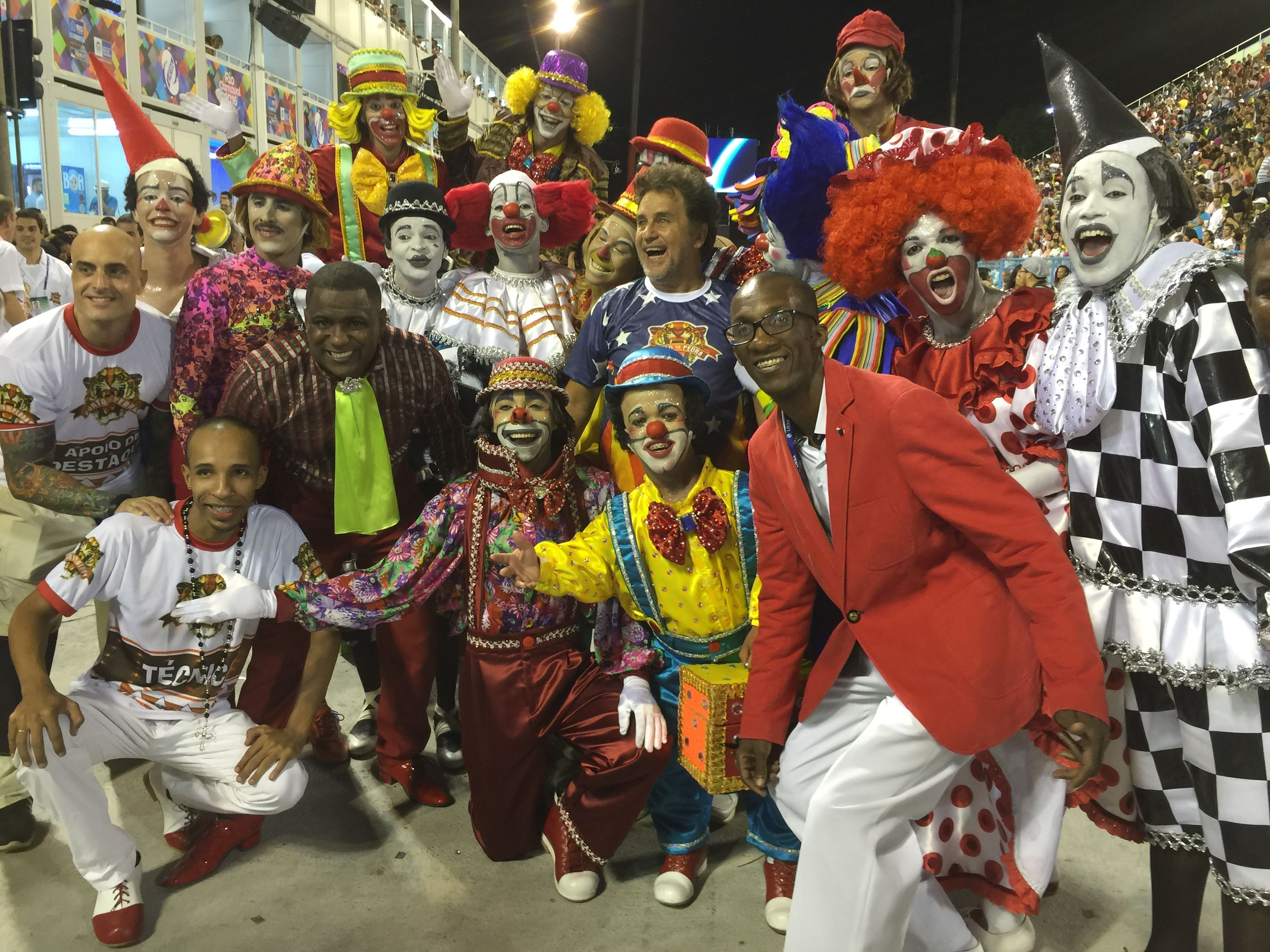
Patrick e os componentes da comissão de frente do Porto da Pedra em 2016, vencedora de diversos prêmios.

4. 2024 - Melhor comissão de frente (União de Maricá) [28]

- Fala Galera Carna Insta

1. 2024 - Melhor comissão de frente (União de Maricá) [29]

- Gato de Prata

1. 2018 - Melhor comissão de frente (Tuiuti) [30]
2. 2024 - Melhor comissão de frente (União de Maricá)[31]

- Melhores do Carnaval

1. 2019 - Melhor comissão de frente (Vila Isabel) [32]

- Plumas & Paetês Cultural

1. 2014 - Melhor coreógrafo (Inocentes) [33]
2. 2016 - Melhor coreógrafo (União da Ilha) [34]
3. 2018 - Melhor coreógrafo (Tuiuti) [35]
4. 2022 - Melhor coreógrafo (Salgueiro) [36]

- Prêmio 100% Carnaval

1. 2020 - Melhor comissão de frente (Cubango) [37]

- Prêmio Feras da Sapucaí

1. 2024 - Melhor comissão de frente (União de Maricá) [38]

- Prêmio SRzd

1. 2016 - Melhor comissão de frente (Porto da Pedra) [39]
2. 2018 - Melhor comissão de frente (Tuiuti) [40]
3. 2024 - Melhor comissão de frente (União de Maricá) [41]

- S@mba-Net

1. 2016 - Melhor comissão de frente (Porto da Pedra) [42]
2. 2018 - Melhor comissão de frente (Tuiuti) [43]
3. 2018 - Melhor comissão de frente (Inocentes) [43]
4. 2024 - Melhor comissão de frente (União de Maricá) [44]

- Tamborim de Ouro

1. 2016 - Melhor comissão de frente (União da Ilha) [45]
2. 2018 - Melhor comissão de frente (Tuiuti) [46]

- Troféu Band Folia

1. 2024 - Melhor comissão de frente (União de Maricá) [47]

- Troféu Explosão in Samba

1. 2020 - Melhor comissão de frente (Cubango) [48]
2. 2024 - Melhor comissão de frente (União de Maricá) [49]
3. 2025 - Melhor comissão de frente (União de Maricá) [50]

- Troféu Sambario

1. 2018 - Melhor comissão de frente (Tuiuti) [51]
2. 2019 - Melhor comissão de frente (Vila Isabel) [52]
3. 2024 - Melhor comissão de frente (União de Maricá) [53]

- Troféu Sambista

1. 2016 - Melhor comissão de frente (Porto da Pedra) [54]
2. 2018 - Melhor comissão de frente (Tuiuti) [55]

- Troféu Tupi Carnaval Total

1. 2015 - Melhor comissão de frente (União da Ilha) [56]

- Troféu Vai dar Samba

1. 2018 - Melhor comissão de frente (Tuiuti) [57]